# Michelle Pfeiffer
Michelle Pfeiffer (Santa Ana, Kalifornia, 1958. április 29. –) BAFTA- és Golden Globe-díjas, háromszorosan Oscar-díjra jelölt amerikai színésznő.

## Fiatalkora és családja
A kaliforniai Santa Anában született egy négygyermekes család második gyermekeként. Édesapjának, Richardnak saját fűtésszerelői üzlete volt, míg édesanyja, Donna háztartásbeli volt. Apja német-holland-ír származású családból származott, míg anyja svéd és svájci német szülőktől született. Michellnek három testvére van, egy bátyja Ricky és két húga, Dedee és Lori (mindketten színésznők). 
A család nem sokkal Michelle születése után a kaliforniai Midway Citybe költözött, ahol Pfeiffer a gyermekkorát töltötte. Iskolai éveit a Fountain Valley High Schoolban kezdte meg. Az iskola mellett a Vons szupermarketben dolgozott pénztárosnőként. A középiskola elvégzése után a Golden West Egyetemre járt, ahol tagja volt az Alpha Delta Pi egyetemi diáklányszövetségnek. Az egyetem alatt rövid ideig bírósági gyorsírónőként dolgozott, majd hirtelen elhatározta, hogy színésznő lesz. 
1978-ban jelentkezett a Miss Orange megye szépe versenyre, ahol a bírák között helyet foglalt egy hollywoodi ügynök, aki rögtön felfigyelt rá. Ezek után Los Angelesbe költözött és meghallgatásokra kezdett járni.

## Filmes pályafutása
Pfeiffer karrierje elején inkább sorozatokban tűnt fel, mint például a Fantasy Island, a Delta-ház vagy a Rossz macskák. 1980-ban kisebb filmszerepet kapott a Falling in Love Againben, Susan York partnereként. Ezután színjátszási leckéket vett és három televíziós filmben is feltűnt, ami előremozdította a karrierjét. Az első jelentősebb filmszerepét 1982-ben kapta a Grease 2-ben ahol Stephanie Zinone-ként tünt fel a vásznon a bombasikernek számító Grease filmmusical folytatásában. A film teljes bukás volt, Pfeiffer is kemény kritikákat kapott, különösen a New York Times hasábjain szapulták. Mindezek ellenére Pfeifferre rámosolygott a szerencse, amikor Brian De Palma rendező behívta egy meghallgatásra új filmjéhez. Palma női főszereplőt keresett, Al Pacino mellé, készülő gengszter filmjéhez a A sebhelyesarcúhoz. 1983-ban elnyerte a kokainfüggő feleség Elvira Hancock szerepét. A film óriási siker lett, bár a kritikusok fanyalogtak, mondván, túl sok erőszakos jelenet van benne, de ez nem zavarta a nézőket és óriási bevételi rekordokat döntött, és igazi kultuszfilmé nőtte ki magát. A Sebhelyesarcú után 1985-ben elfogadta Isabeau d'Anjou szerepét a Sólyomasszonyban Rutger Hauer oldalán. Még ugyanebben az évben szerepet vállalt a Bele az éjszakába című vígjátékban Jeff Goldblum oldalán. 1986-ban Az édes szabadság című filmben dolgozott Alan Alda-val és Michael Caine-el.

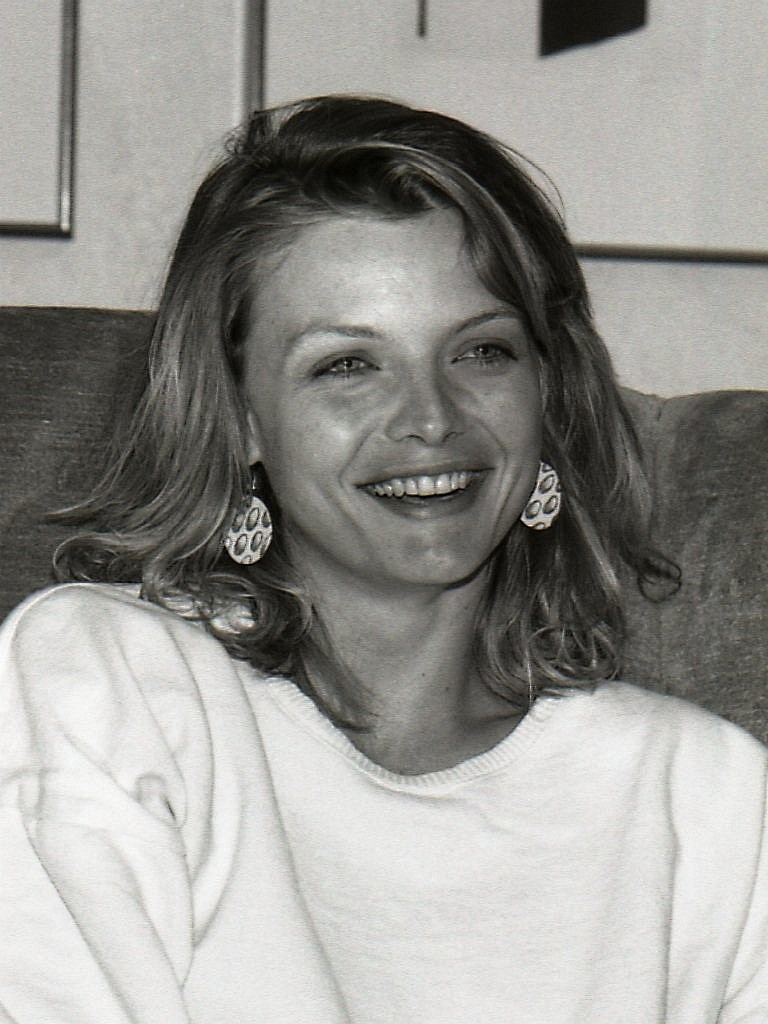
Michelle Pfeiffer 1985-ben

1987-ben aztán egy kasszasikernek lehetett résztvevője, amikor elvállalta Az eastwick-i boszorkányok Sukie Ridgemontjának szerepét. A fantasztikus szereposztásnak – Jack Nicholson, Susan Sarandon, Cher – és a csavaros történetnek köszönhetően Pfeiffer A-listás sztárrá lépett elő. 1988-ban ismét egy maffiafilmben tűnt fel, ám ezúttal a humorosabb formában. Egy meggyilkolt gengszter menekülő szeretőjét alakította Matthew Modine és Dean Stockwell partnereként a Keresztanya című vígjátékban. Angela de Marco szerepéért barna göndör parókát vett és megtanulta a brooklyn-i akcentus is. Mindez olyan jól sikerült, hogy ebben az évben a legjobb női főszereplőnek járó Golden Globe-díjra jelölték. Még ugyanebben az évben szerepelt Mel Gibson és Kurt Russell oldalán a Az utolsó csepp című akciófilmben. Ekkor már ő volt az egyik legjobban kereső színésznő Hollywoodban. Az év végén csatlakozott Stephen Frears Veszedelmes viszonyok című filmjének stábjához, amihez a rendezőnek olyan sztárokat sikerült megnyerni, mint John Malkovich és Glenn Close. A film nagy siker aratott és a kritikusok egybehangzóan éltették Pfeiffer alakítását. Nem is volt csoda, hogy Oscar-díjra jelölték a legjobb női mellékszereplő kategóriában. 1989-ben aztán új szerepben próbálta ki magát, amikor elvállalta a Azok a csodálatos Baker fiúk női főszerepét Jeff és Beau Bridges mellett. Hogy alakítása hiteles legyen Susie Diamond énekesnőként, intenzív énekórákat vett. Ennek meglett az eredménye, Golden Globe- díjat nyert a legjobb drámai színésznő kategóriában és BAFTA- illetve Oscar-díjra jelölték a legjobb női főszereplő kategóriában. A film sikerei után Pfeiffert a legnagyobb sztárokhoz kezdték mérni, úgy mint Rita Hayworth vagy Marilyn Monroe.
Pfeiffer tovább építette karrierjét Hollywood-ban amikor elvállalta Katya Orlova szerepét Sean Connery mellett az Oroszország-ház című filmadaptációban 1990-ben. Pfeiffer-nek kihívás volt a szerep, mivel szinte tökéletesen el kellett sajátítania az orosz akcentust. Erőfeszítéseit Golden Globe díjjal jutalmazták. Ezután elvállalta egy pincérnő szerepét a Krumplirózsa című filmben 1991-ben. Majd egy évtized után ismét együtt játszhatott korábbi partnerével Al Pacinóval. Érdekesség, hogy a producerek nem neki akarták adni a szerepet, mivel túl szépnek találták, de Pfeiffer erre is rácáfolt mikor ismét Golden Globe-ra jelölték. A végső szakmai elismerést az 1992-ben forgatott A szeretet földje című nosztalgikus dráma hozta meg számára, mikor is harmadszorra jelölték Oscar-díjra és ötödik alkalommal kapott Golden Globe jelölést. A különc Dallasi-i háziasszony megformálásáért elnyerte a Berlini Nemzetközi Filmfesztivál díját is. Pfeiffer sztárstátuszát csak tovább öregbítette következő filmje amelyben egy képregényhősnőt alakított. 1992-ben Tim Burton felkérte szerepeljen a Batman visszatér című mozijában. A macskanő, Selina Kyle szerepe valóságos kultuszt teremtett, így nem sok dicsőség maradt a film másik két szereplőjének, Michael Keaton-nek és Danny DeVito-nak. A következő évben 1993-ban Ellen Olenska szerepét játszotta Martin Scorsese Az ártatlanság kora című drámájában. A Daniel Day-Lewis-zal és Winona Ryder-rel forgatott produkció hatalmas siker lett és újabb Golden Globe jelölést hozott. Ez után szerepet vállalt Jack Nicolson oldalán a Farkas című horror filmben. 1995-ben a rap-sztár Coolio oldalán szerepelt a Veszélyes kölykök című filmben. 1996-ban két romantikus filmben láthatta a közönség előbb Robert Redford oldalán játszott a Hírek szerelmeseiben majd egy másik szívtipró George Clooney mellett játszott a Szép kis nap! című filmben. 1997-ben ismét egy drámai szerepben tűnt fel az Ezer hold című filmben Jessica Lange mellett. 1998-ban egy Shakespeare adaptációban vállalt szerepet a Szentivánéji álomban Kevin Kline partnereként. 1999-ben két filmben játszott, a Bruce Willis-el forgatott Velem vagy nélküledben és a Tíz elveszett évben Treat Williams partnereként. 2000-ben egy Hitchcock-szerűen izgalmas thrillerben vállalt szerepet Harrison Ford oldalán, a Temetetlen múlt-ban, ami a 2000-es év egyik legnagyobb kasszasikere lett.
2001-ben egy nehéz szerepet vállalt el Sean Penn oldalán a Nevem Sam című drámában. Egy ügyvédnőt alakított, aki egy szellemi fogyatékosnak segít megtartania kislányát. 2002-ben elvállalta élete első negatív szerepét Ingrid Magnussen személyében a Fehér leanderben. A kritikusok éltették a bomlott elméjű anya szerepében. Öt évnyi szünet után 2007-ben tért vissza filmvászonra a Hajlakk című musicalben John Travolta oldalán. Ugyanebben az évben játszott még a Csillagpor című fantasy filmben Robert De Niróval, illetve egy vígjátékban, Az anyád lehetnék c. filmben Paul Rudd partnereként, melyben egy elvált anyukát játszik, aki egy fiatalabb férfival kezd járni. 2009-ben két produkcióban is szerepelt, a Chéri – Egy kurtizán szerelme c. filmben, majd pedig Ashton Kutcherrel a Személyes vonatkozás-ban. 2011-ben szerepet vállalt a Szilveszter éjjel c. romantikus vígjátékban egy tucatnyi sztár mellett. Ebben a filmben rendezte őt másodszor Garry Marshall. A 2012-ben mozikba kerülő Éjsötét árnyék c. film egyik főszereplője Johnny Depp és Helena Bonham Carter oldalán. Tim Burton másodszor rendezte régi, kedves színésznőjét, azaz Michelle Pfeiffert. 

## Magánélete
Első férje Peter Horton színész, akivel 1982-ben házasodtak össze és 1987-ben váltak el. Jelenlegi férjével, David E. Kelleyjel 1993. november 13-án házasodtak össze. Gyermekei Claudia Rose (1993-ban fogadták örökbe) és az 1994-ben született John Henry.

## Filmográfia

### Film
| Év   | Magyar cím                             | Eredeti cím                                    | Szerep                     | Magyar hang       | Rendező              |
| ---- | -------------------------------------- | ---------------------------------------------- | -------------------------- | ----------------- | -------------------- |
| 1980 | Hollywood lovagjai                     | The Hollywood Knights                          | Suzie Q                    |                   | Floyd Mutrux         |
| 1980 | Ismét szerelem                         | Falling in Love Again                          | Sue Wellington             |                   | Steven Paul          |
| 1981 | Charlie Chan és a sárkánykirálynő átka | Charlie Chan and the Curse of the Dragon Queen | Cordelia Farenington       | Orosz Helga       | Clive Donner         |
| 1982 | Grease 2.                              | Grease 2                                       | Stephanie Zinone           | Kiss Virág        | Patricia Birch       |
| 1983 | A sebhelyesarcú                        | Scarface                                       | Elvira Hancock             | Kocsis Judit      | Brian De Palma       |
| 1985 | Bele az éjszakába (Ármány és szőke)    | Into the Night                                 | Diana                      | Orosz Helga       | John Landis (1.)     |
| 1985 | Bele az éjszakába (Ármány és szőke)    | Into the Night                                 | Diana                      | Zakariás Éva      | John Landis (1.)     |
| 1985 | Sólyomasszony                          | Ladyhawke                                      | Isabeau d'Anjou            | Farkasinszky Edit | Richard Donner       |
| 1985 | Sólyomasszony                          | Ladyhawke                                      | Isabeau d'Anjou            | Balogh Erika      | Richard Donner       |
| 1985 | Sólyomasszony                          | Ladyhawke                                      | Isabeau d'Anjou            | Pápai Erika       | Richard Donner       |
| 1986 | Édes szabadság                         | Sweet Liberty                                  | Faith Healy                | Zakariás Éva      | Alan Alda            |
| 1987 | Az eastwicki boszorkányok              | The Witches of Eastwick                        | Sukie Ridgemont            | Radó Denise       | George Miller        |
| 1987 | Amazonok a Holdon                      | Amazon Women on the Moon                       | Brenda Landers             |                   | John Landis (2.)     |
| 1988 | Keresztanya                            | Married to the Mob                             | Angela de Marco            | Kovács Nóra       | Jonathan Demme       |
| 1988 | Keresztanya                            | Married to the Mob                             | Angela de Marco            | Pápai Erika       | Jonathan Demme       |
| 1988 | Keresztanya                            | Married to the Mob                             | Angela de Marco            | Götz Anna         | Jonathan Demme       |
| 1988 | Az utolsó csepp                        | Tequila Sunrise                                | Jo Ann Vallenari           | Fazekas Zsuzsa    | Robert Towne         |
| 1988 | Az utolsó csepp                        | Tequila Sunrise                                | Jo Ann Vallenari           | Orosz Helga       | Robert Towne         |
| 1988 | Veszedelmes viszonyok                  | Dangerous Liaisons                             | Madame Marie de Tourvel    | Kovács Nóra       | Stephen Frears (1.)  |
| 1989 | Azok a csodálatos Baker fiúk           | The Fabulous Baker Boys                        | Susie Diamond              | Kovács Nóra       | Steve Kloves         |
| 1990 | Oroszország-ház                        | The Russia House                               | Katya Orlova               | Kovács Nóra       | Fred Schepisi        |
| 1991 | Krumplirózsa                           | Frankie and Johnny                             | Frankie                    | Kovács Nóra       | Garry Marshall (1.)  |
| 1992 | Batman visszatér                       | Batman Returns                                 | Selina Kyle / Macskanő     | Farkas Zsuzsa     | Tim Burton (1.)      |
| 1992 | A szeretet földje                      | Love Field                                     | Lurene Hallett             | Söptei Andrea     | Jonathan Kaplan      |
| 1993 | Az ártatlanság kora                    | The Age of Innocence                           | Ellen Olenska bárónő       | Kovács Nóra       | Martin Scorsese      |
| 1994 | Farkas                                 | Wolf                                           | Laura Alden                | Orosz Helga       | Mike Nichols         |
| 1994 | Farkas                                 | Wolf                                           | Laura Alden                | Kovács Nóra       | Mike Nichols         |
| 1995 | Veszélyes kölykök                      | Dangerous Minds                                | LouAnne Johnson            | Orosz Helga       | John N. Smith        |
| 1996 | A hírek szerelmesei                    | Up Close and Personal                          | Sally "Tally" Atwater      | Kovács Nóra       | Jon Avnet            |
| 1996 | Feleségemnek, 37. születésnapjára      | To Gillian on Her 37th Birthday                | Gillian Lewis              | Kovács Nóra       | Michael Pressman     |
| 1996 | Szép kis nap!                          | One Fine Day                                   | Melanie Parker             | Kovács Nóra       | Michael Hoffman (1.) |
| 1997 | Ezer hold                              | A Thousand Acres                               | Rose Cook Lewis            | Kovács Nóra       | Jocelyn Moorhouse    |
| 1998 | Egyiptom hercege                       | The Prince of Egypt                            | Cippóra (hangja)           | Kovács Nóra       | Brenda Chapman       |
| 1998 | Egyiptom hercege                       | The Prince of Egypt                            | Cippóra (hangja)           | Kovács Nóra       | Steve Hickner        |
| 1998 | Egyiptom hercege                       | The Prince of Egypt                            | Cippóra (hangja)           | Kovács Nóra       | Simon Wells          |
| 1999 | Tíz elveszett év                       | The Deep End of the Ocean                      | Beth Cappadora             | Kovács Nóra       | Ulu Grosbard         |
| 1999 | Szentivánéji álom                      | A Midsummer Night's Dream                      | Titánia                    | Kovács Nóra       | Michael Hoffman (2.) |
| 1999 | Velem vagy nélküled                    | The Story of Us                                | Katie Jordan               | Kovács Nóra       | Rob Reiner           |
| 2000 | Temetetlen múlt                        | What Lies Beneath                              | Claire Spencer             | Kovács Nóra       | Robert Zemeckis      |
| 2001 | Nevem Sam                              | I Am Sam                                       | Rita Harrison Williams     | Kovács Nóra       | Jessie Nelson        |
| 2002 | Fehér leander                          | White Oleander                                 | Ingrid Magnussen           | Kovács Nóra       | Peter Kosminsky      |
| 2003 | Szindbád – A hét tenger legendája      | Sinbad: Legend of the Seven Seas               | Erisz (hangja)             | Kovács Nóra       | Tim Johnson          |
| 2003 | Szindbád – A hét tenger legendája      | Sinbad: Legend of the Seven Seas               | Erisz (hangja)             | Kovács Nóra       | Patrick Gilmore      |
| 2007 | Anyád lehetnék                         | I Could Never Be Your Woman                    | Rosie Hanson               | Kovács Nóra       | Amy Heckerling       |
| 2007 | Hajlakk                                | Hairspray                                      | Velma Von Tussle           | Kovács Nóra       | Adam Shankman        |
| 2007 | Csillagpor                             | Stardust                                       | Lamia                      | Kovács Nóra       | Matthew Vaughn       |
| 2009 | Személyes vonatkozás                   | Personal Effects                               | Linda                      | Kovács Nóra       | David Hollander      |
| 2009 | Chéri – Egy kurtizán szerelme          | Chéri                                          | Lea de Lonval              | Kovács Nóra       | Stephen Frears (2.)  |
| 2011 | Szilveszter éjjel                      | New Year's Eve                                 | Ingrid Withers             | Kovács Nóra       | Garry Marshall (2.)  |
| 2012 | Éjsötét árnyék                         | Dark Shadows                                   | Elizabeth Collins Stoddard | Kovács Nóra       | Tim Burton (2.)      |
| 2012 | Hétköznapi emberek                     | People Like Us                                 | Lillian Harper             | Vándor Éva        | Alex Kurtzman        |
| 2012 | Hétköznapi emberek                     | People Like Us                                 | Lillian Harper             | Zakariás Éva      | Alex Kurtzman        |
| 2013 | Vérmesék                               | The Family                                     | Maggie Blake               | Kovács Nóra       | Luc Besson           |
| 2017 |                                        | Where Is Kyra?                                 | Kyra Johnson               |                   | Andrew Dosunmu       |
| 2017 | Anyám!                                 | Mother!                                        | nő                         | Kovács Nóra       | Darren Aronofsky     |
| 2017 | Anyám!                                 | Mother!                                        | nő                         | Vándor Éva        | Darren Aronofsky     |
| 2017 | Gyilkosság az Orient expresszen        | Murder on the Orient Express                   | Caroline Hubbard           | Kovács Nóra       | Kenneth Branagh      |
| 2018 | A Hangya és a Darázs                   | Ant-Man and the Wasp                           | Janet Van Dyne / Darázs    | Kovács Nóra       | Peyton Reed (1.)     |
| 2019 | Bosszúállók: Végjáték                  | Avengers: Endgame                              | Janet Van Dyne / Darázs    | nem szólal meg    | Anthony és Joe Russo |
| 2019 | Demóna: A sötétség úrnője              | Maleficent: Mistress of Evil                   | Ingrith királynő           | Kovács Nóra       | Joachim Rønning      |
| 2020 | Francia kiút                           | French Exit                                    | Frances Price              | Kovács Nóra       | Azazel Jacobs        |
| 2023 | A Hangya és a Darázs: Kvantumánia      | Ant-Man and the Wasp: Quantumania              | Janet Van Dyne / Darázs    | Kovács Nóra       | Peyton Reed (2.)     |

### Televízió
| Év        | Magyar cím                 | Eredeti cím                | Szerep                                       | Megjegyzések                              |
| --------- | -------------------------- | -------------------------- | -------------------------------------------- | ----------------------------------------- |
| 1978-1981 |                            | Fantasy Island             | Athena                                       | 2 epizód                                  |
| 1978-1981 | Deborah Dare               | Fantasy Island             |                                              | 2 epizód                                  |
| 1979      |                            | Delta House                | A Bombázó                                    | 12 epizód                                 |
| 1979      |                            | The Solitary Man           | Tricia                                       | tévéfilm                                  |
| 1979      |                            | CHiPs                      | Jobina                                       | 1 epizód                                  |
| 1980      |                            | B.A.D. Cats                | Samantha "Sunshine" Jensen                   | 10 epizód                                 |
| 1980      |                            | Enos                       | Joy                                          | 2 epizód                                  |
| 1981      | Callie és fia              | Callie & Son               | Sue Lynn Bordeaux ("Michele Pfeiffer" néven) | tévéfilm                                  |
| 1981      |                            | Splendor in the Grass      | Ginny Stamper                                | tévéfilm                                  |
| 1981      |                            | The Children Nobody Wanted | Jennifer Williams                            | tévéfilm                                  |
| 1985      |                            | One Too Many               | Annie                                        | különkiadás                               |
| 1987      |                            | Great Performances         | Natica Jackson                               | 1 epizód                                  |
| 1993      | A Simpson család           | The Simpsons               | Mindy Simmons (hangja)                       | 1 epizód                                  |
| 1995      | Kisvárosi rejtélyek        | Picket Fences              | kliens (stáblistán nem szerepel)             | 1 epizód                                  |
| 1996      |                            | Muppets Tonight            | önmaga                                       | 1 epizód                                  |
| 2017      | Hazugságok mágusa          | The Wizard of Lies         | Ruth Madoff                                  | - tévéfilm - magyar hangja: - Kovács Nóra |
| 2022      | The First Lady             | The First Lady             | Betty Ford                                   | főszereplő (10 epizód)                    |
| 2023      | Marvel Studios: Betekintés | Marvel Studios: Assembled  | önmaga                                       | 1 epizód                                  |

## Fontosabb díjak, jelölések
| Év   | Kategória | Díj                                                    | Film                         |
|      |           | Oscar-díj                                              |                              |
| ---- | --------- | ------------------------------------------------------ | ---------------------------- |
| 1989 | jelölés:  | legjobb női mellékszereplő                             | Veszedelmes viszonyok        |
| 1990 | jelölés:  | legjobb női főszereplő                                 | Azok a csodálatos Baker fiúk |
| 1993 | jelölés:  | legjobb női főszereplő                                 | A szeretet földje            |
|      |           | BAFTA-díj                                              |                              |
| 1990 | díj:      | legjobb női mellékszereplő                             | Veszedelmes viszonyok        |
| 1991 | jelölés:  | legjobb női főszereplő                                 | Azok a csodálatos Baker fiúk |
|      |           | Golden Globe-díj                                       |                              |
| 1989 | jelölés:  | legjobb női főszereplő (komédia vagy musical)          | Keresztanya                  |
| 1990 | díj:      | legjobb színésznő (dráma)                              | Azok a csodálatos Baker fiúk |
| 1990 | jelölés:  | legjobb színésznő (dráma)                              | Oroszország ház              |
| 1992 | jelölés:  | legjobb női főszereplő (komédia vagy musical)          | Krumplirózsa                 |
| 1993 | jelölés:  | legjobb színésznő (dráma)                              | A szeretet földje            |
| 1994 | jelölés:  | legjobb színésznő (dráma)                              | Az ártatlanság kora          |
| 2018 | jelölés:  | legjobb női mellékszereplő (tévéfilm)                  | Hazugságok mágusa            |
| 2021 | jelölés:  | legjobb női főszereplő (komédia vagy musical)          | Francia kiút                 |
|      |           | Emmy-díj                                               |                              |
| 2017 | jelölés:  | legjobb női mellékszereplő (minisorozat vagy tévéfilm) | Hazugságok mágusa            |
|      |           | Screen Actors Guild-díj                                |                              |
| 2003 | jelölés:  | legjobb női mellékszereplő                             | Fehér leander                |
| 2008 | jelölés:  | legjobb szereplőgárda (mozifilm)                       | Hajlakk                      |
|      |           | Szaturnusz-díj                                         |                              |
| 1986 | jelölés:  | legjobb női főszereplő                                 | Sólyomasszony                |
| 1995 | jelölés:  | legjobb női főszereplő                                 | Farkas                       |
| 2001 | jelölés:  | legjobb női főszereplő                                 | Temetetlen múlt              |
| 2008 | jelölés:  | legjobb női mellékszereplő                             | Csillagpor                   |

## Fordítás
- Ez a szócikk részben vagy egészben  a   Michelle Pfeiffer című angol Wikipédia-szócikk fordításán alapul.  Az eredeti cikk szerkesztőit annak laptörténete sorolja fel. Ez a jelzés csupán a megfogalmazás eredetét és a szerzői jogokat jelzi, nem szolgál a cikkben szereplő információk forrásmegjelöléseként.